# Gundars Bojārs
Gundars Bojārs (* 24. Februar 1969 in der Lettischen Sozialistischen Sowjetrepublik) ist ein lettischer Politiker. Vom 27. März 2001 bis zum 29. März 2005 bekleidete er das Amt des Bürgermeisters von Riga.
Bojārs ist Mitglied in der Latvijas Sociāldemokrātiskā Strādnieku Partija.
| Personendaten    | Personendaten                                |
| ---------------- | -------------------------------------------- |
| NAME             | Bojārs, Gundars                              |
| KURZBESCHREIBUNG | lettischer Politiker, Bürgermeister von Riga |
| GEBURTSDATUM     | 24. Februar 1969                             |
| GEBURTSORT       | Lettische Sozialistische Sowjetrepublik      |